# Mady Christians
Marguerita Maria Christians, detta Mady (Vienna, 19 gennaio 1892 – Norwalk, 28 ottobre 1951), è stata un'attrice austriaca naturalizzata statunitense.

## Biografia
Ha lavorato in Europa fino ai primi anni '30, dopodiché si è trasferita negli Stati Uniti anche per rifugiarsi dal regime nazista. La sua carriera finì quando il suo nome comparve nella lista nera di Hollywood durante il Maccartismo. Morì all'età di 59 anni in Connecticut.

## Filmografia parziale
- Finanze del granduca (Der Finanzes of Grossehersz), regia di Friedrich Wilhelm Murnau (1924)
- Sogno d'un valzer (Ein Walzertraum), regia di Ludwig Berger (1925)
- Der Farmer aus Texas, regia di Joe May (1925)
- Der Abenteurer, regia di Rudolf Walther-Fein (1926)
- Gli esiliati del Volga (Heimweh), regia di Gennaro Righelli (1927)
- A Wicked Woman, regia di Charles Brabin (1934)
- La modella mascherata (Escapade), regia di Robert Z. Leonard (1935)
- Ambizione (Come and Get It), regia di Howard Hawks (1936)
- Settimo cielo (Seventh Heaven), regia di Henry King (1937)
- Zoccoletti olandesi (Heidi), regia di Allan Dwan (1937)
- Adorazione (The Woman I Love), regia di Anatole Litvak (1937)
- Eravamo tanto felici (Tender Comrade), regia di Edward Dmytryk (1943)
- Address Unknown, regia di William Cameron Menzies (1944)
- Erano tutti miei figli (All My Sons), regia di Irving Reis (1948)
- Lettera da una sconosciuta (Letter from an Unknown Woman), regia di Max Ophüls (1948)